# Plaza de la Corredera

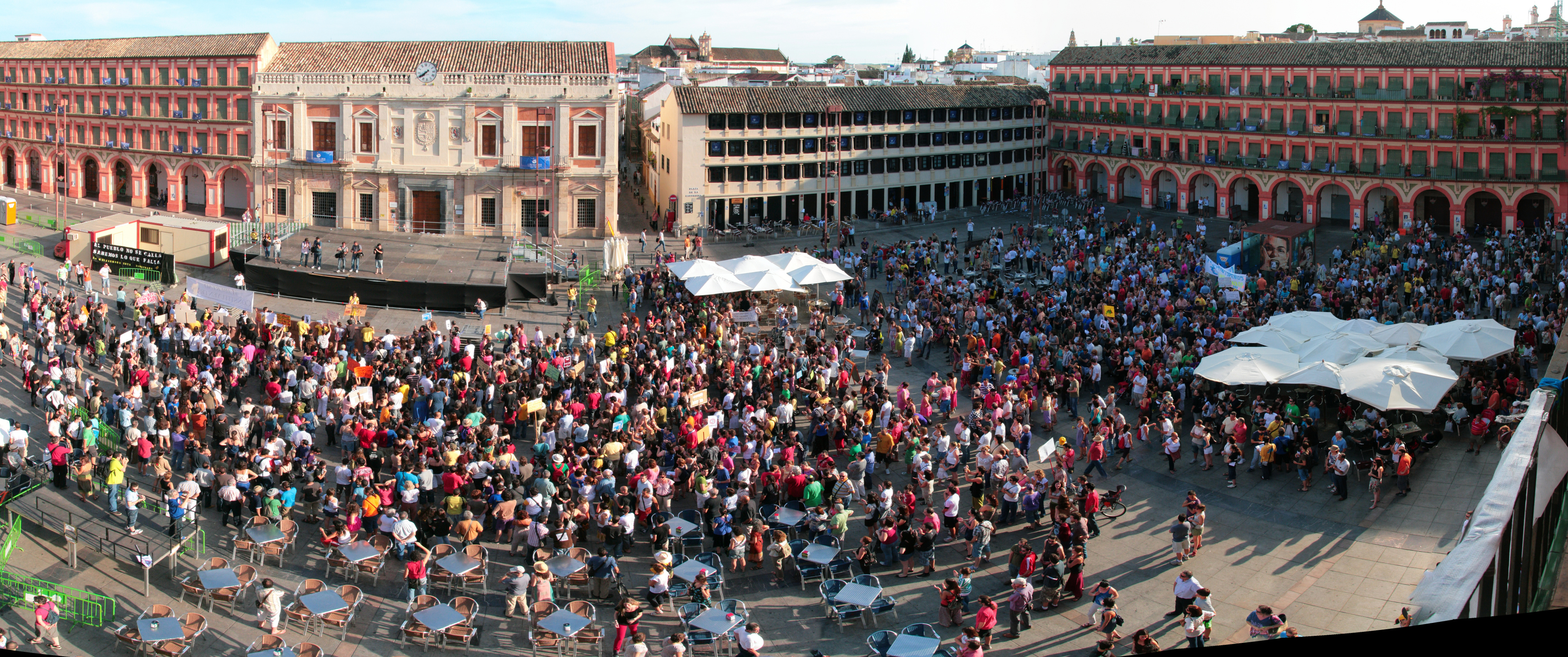
Vista de la plaza durante una manifestación.

La plaza de la Corredera es uno de los lugares más emblemáticos de la ciudad española de Córdoba. Es la única plaza mayor cuadrangular de Andalucía y se encuentra en el barrio histórico de la Axerquía. A pesar de que las primeras evidencias de una plaza irregular son del siglo XIV, la plaza actual fue construida en 1683 por el arquitecto Antonio Ramós Valdés por mandato del corregidor Francisco Ronquillo Briceño. Su nombre proviene de las corridas de toros que se celebraban en este espacio, aunque también se celebraron todo tipo de actos sociales y lúdicos,autos de fe y algunas ejecuciones de la Inquisición española.
Los dos edificios que destacan en la plaza son el Mercado de Sánchez Peña y las Casas de Doña Ana Jacinto, ambos construidos un siglo antes de la plaza. El Mercado fue construido como cárcel y casa del corregidor hasta que en 1835, tras el traslado de la prisión al Alcázar de los Reyes Cristianos, el empresario José Sánchez Peña lo convirtió en fábrica de sombreros e instaló la primera máquina de vapor de la ciudad. 
El 18 de diciembre de 1981 fue declarada Monumento Histórico-Artístico, hecho que propició unas obras de restauración que comenzaron en 1986 y concluyeron a finales de 2001.

## Historia

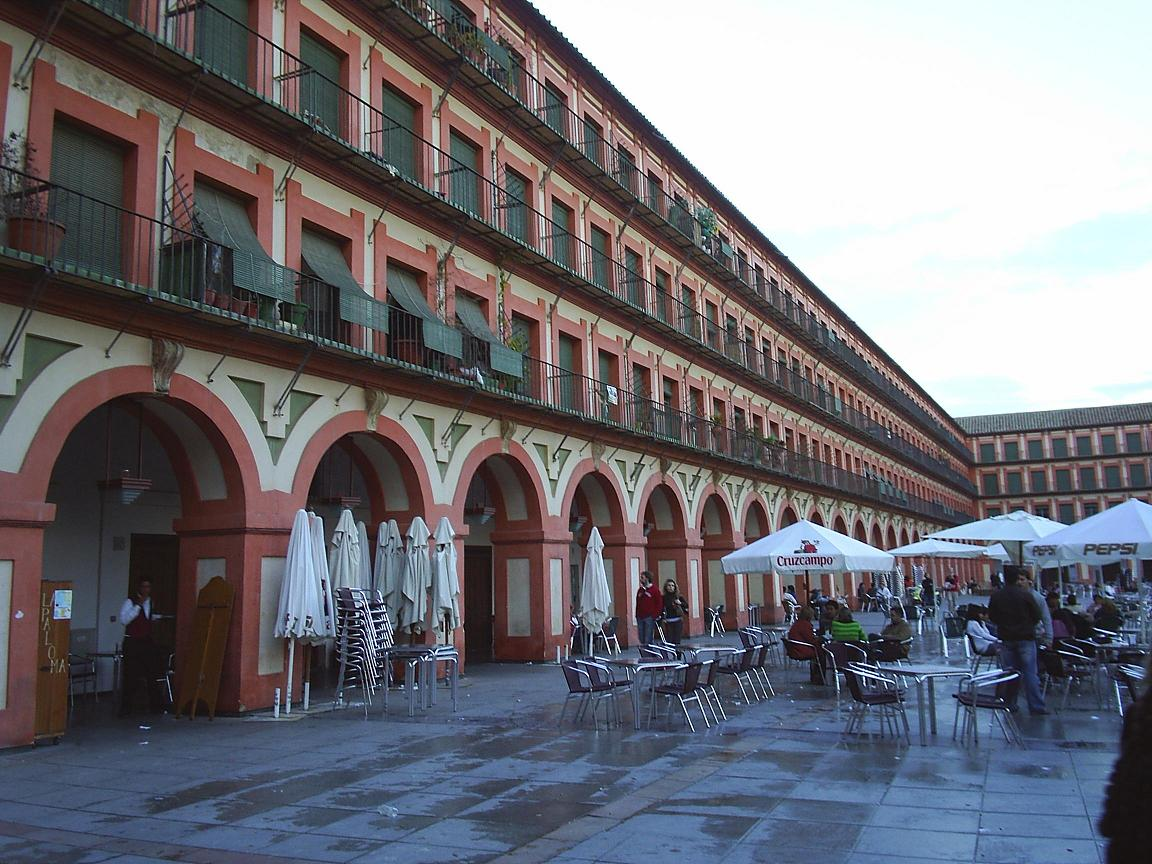
Plaza de la Corredera

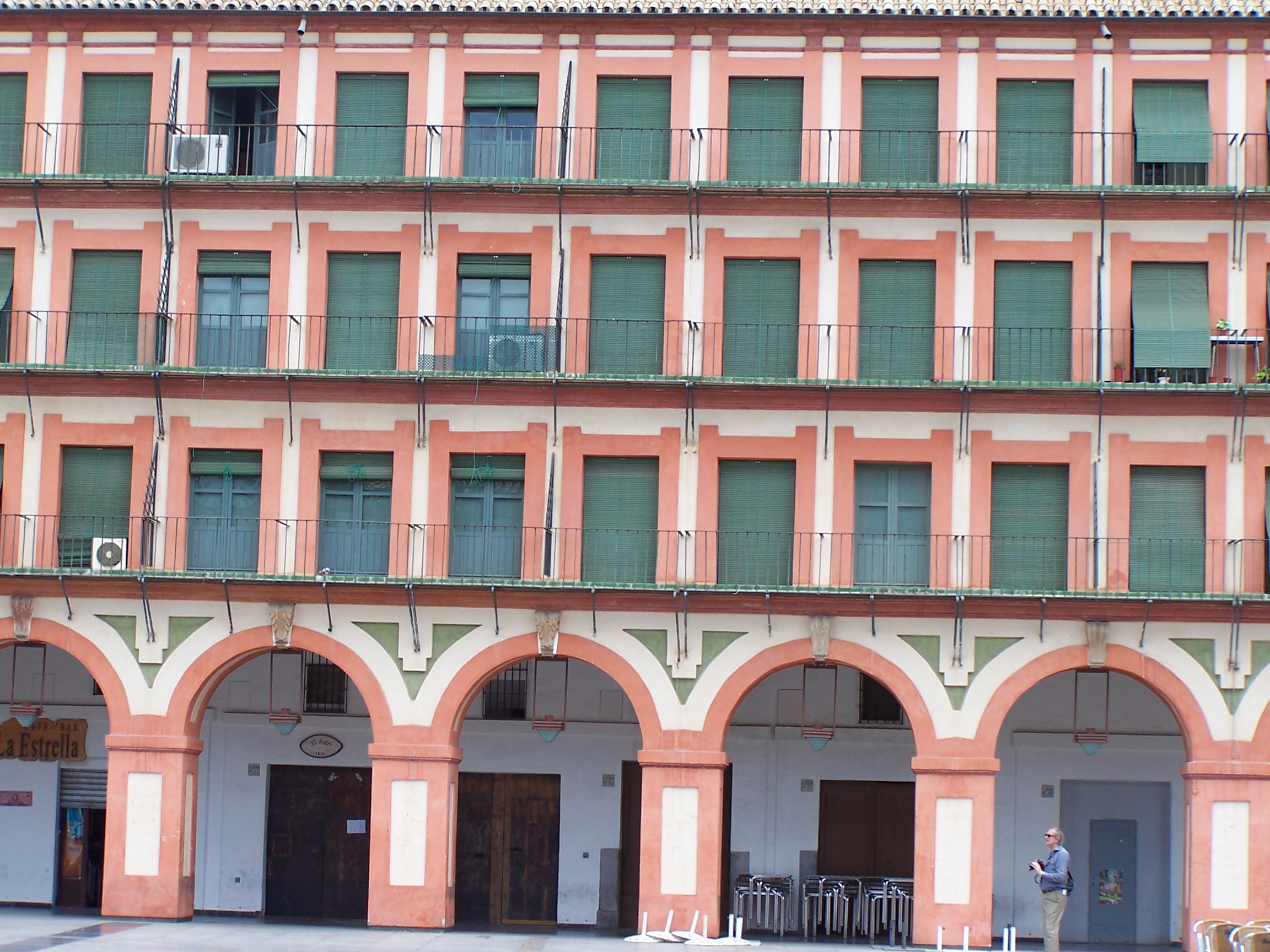
Plaza de la Corredera, detalle de los edificios

### La antigua explanada
Se cree que hasta el siglo XV, la plaza de la Corredera fue una gran explanada extramuros de la Medina o ciudad alta cordobesa. A pesar de ello, era un lugar simbólico, tal y como demuestra una de las primeras menciones del rey Pedro I de Castilla en 1347 sobre el «Pilar [fuente] de la Corredera». Asimismo, en el siglo XV se la denomina «rastro» por la venta de carnes y pescado, construyéndose en 1478 la mayor carnicería de Córdoba; mientras que en 1526 el emperador Carlos V instauró un mercado semanal en la explanada. Otros actos relevantes fueron la construcción de una fuente renacentista en 1568 que llamó la atención de Felipe II en su visita a la ciudad dos años más tarde y las celebraciones por la victoria de la batalla de Lepanto en 1571.
A pesar de que la plaza alberga una morfología simétrica, se han mantenido tres edificios anteriores a la misma que contrastan con esta uniformidad:  
- La antigua cárcel y casa del corregidor, actual Mercado de Sánchez Peña, construida por el cordobés Juan de Ochoa entre 1583 y 1586.[4]
- Las Casas de Ana María Jacinto Angulo,[1] anteriormente llamada la «Pared blanca» al ser un simple muro en origen, al que se le abrieron ventanas y puertas a comienzos del siglo XVII.[3]
- El Pósito. Edificio civil del siglo XVI que tuvo que perder la bella fachada de arquillos polilobulados y parte de las naves al construir la nueva plaza. Hoy se conservan las recortadas naves, aunque aún cerradas y esperando una pronta rehabilitación que le devuelvan su antiguo esplendor o nuevos usos.

### Construcción(1683-87)
La morfología actual proviene del proyecto del arquitecto salmantino Antonio Ramós Valdés, quien bajo mandato del corregidor Francisco Ronquillo Briceño, construyó un rectángulo semirregular de 113 metros de largo y 55 metros de ancho, en 1683. La obra, que tuvo como maestros mayores de la ciudad a Antonio García y Francisco Beltrán, tuvo un coste de 752.972 reales y 8 maravedíes, y aunque debía estar concluida en año y medio, algunas zonas no quedaron concluidas hasta 1687. La construcción no fue integral, ya que se limitó a las fachadas de las mismas debido a la falta de fondos. Los dueños de las casas que daban a la plaza, en un 46 % eclesiásticos y un 44 % nobles, fueron adquiriendo los metros de fachada que querían para sus correspondientes balcones.
Asimismo, se derribaron las fachadas primitivas del Pósito y de la ermita de los Ángeles y se construyeron siguiendo el esquema de la plaza. El proyecto también incluía la destrucción de las Casas de Ana María Jacinto, aunque la propietaria consiguió evitarlo con una Real cédula del monarca Carlos II. Se inutilizó una calleja existente, la calle de Carreteras, construyéndose los arcos Alto, a través de la calle Espartería, y Bajo, a través de la calle Socorro, como entrada a la plaza. Las descripciones que encontramos de la época nos la muestran tal y como era en el siglo XVII:

"(...) lo que allí se ve de notable es la plaza mayor, cerrada por casas hermosas semejantes a las de la Plaza de Madrid sostenidas de pórticos y de arcadas donde están establecidos los más ricos mercaderes de la ciudad y en los días de las grandes fiestas del año, se dan corridas de toros, como vivimos en Madrid. Esta plaza está en uno de los extremos de la ciudad (...)"
A. Jouvin (siglo XVII)

"(...) casi todas las fachadas de la construcción sobresalen hacia fuera con terracillas de madera, la mayor parte con tres y unas pocas con cuatro planos, por o que cuando se hacen las fiestas se agregan alrededor de las escalinatas de madera, decoradas ricamente con telas de varios colores sin dejar desnudas las pilastras que las sostienen, Donde se sitúan las damas, ponen sobre el tapiz grandísimos cojines de terciopelo y de brocado y, en suma, no queda parte alguna de la plaza que no se vea llena de pueblo o embellecida con adornos. En el centro de uno de los lados mayores hay un edificio muy bueno, en el cual está la Cárcel Pública. Junto a éste está la antedicha casa en la que tiene su lugar acotado el Corregidor y los Veinticuatro regidores de la ciudad..."
A. Guzman Reina. (Córdoba, siglo XVII).

### SiglosXVIIIyXIX
Las celebraciones y actos festivos tuvieron su cénit durante el siglo XVIII en la Corredera, por ejemplo, la proclamación del monarca Felipe V en 1700, la celebración por la paz con Gran Bretaña en 1749, la visita del embajador marroquí Sidi Hamed El Gacel en 1766, la predicación de fray Diego de Cádiz en 1786 o la tauromaquia celebrada debido a la visita de Carlos IV a la ciudad en 1796, evento que detestó e incluso llegó a prohibir por ley. Por otro lado, se celebraron en múltiples ocasiones autos de fe y ejecuciones públicas de la Inquisición española; aunque los datos son incompletos, se calculan unas 40 ejecuciones entre 1639 y 1739, y entre 1810 y 1812 unos 76 individuos murieron por ahorcamiento o garrote vil. La última ejecución llevada a cabo en la Corredera tuvo lugar en 1838, mientras que la última corrida de toros se llevó a cabo en 1846, una vez fue construida la plaza de toros de los Tejares.
En 1835 adquirió el edificio de la cárcel José Sánchez Peña, debido a que la prisión había sido trasladada al Alcázar de los Reyes Cristianos, e instaló una fábrica de sombreros, que albergó la primera máquina de vapor de la ciudad, hasta 1873, cuando se convirtió en mercado de abastos, uso que mantiene hasta la actualidad. El 5 de abril de 1893 comenzó a construirse en mitad de la plaza, ocupando el 60 %, un edificio tendente a albergar el mercado de abastos de la plaza de la Corredera, siendo inaugurado el 2 de agosto de 1896 y concedido al hijo de Sánchez Peña, José Sánchez Muñoz, su explotación durante cincuenta años.
La plaza de la Corredera también fue escenario de varias obras literarias, como La feria de los discretos del escritor Pío Baroja, quien la describió de la siguiente manera:

(...) No había dejado de los arcos rinconadas sin puesto ni columna sin tenderete al pie. En el fondo de los proches aparecían los portales de las posadas, con sus patios clásicos y sus nombres castizos como la posada de la Puya del Toro...Las alpargaterías ostentaban como enseña sus ruedos de pleita: los establecimeintos de bebidas, sus anqueles llenos de botellas de colores; las tiendas de los talabarteros, sus jáquimas, cinchas y atahares; las triperías, las vejigas y cedazos hechos de piel de burro de Lucena. Aquí, un tejedor de caña iba construyendo cestas; allá, un baratillero poníen en montón unos cuentos libros grasientos, y cerca, una vieja entantigua sacaba del fondo de una sartén una rodaja de merluza y la ponía sobre una lámina de hoja de lata.
Pío Baroja (siglo XIX)

### SiglosXXyXXI
A comienzos del siglo XX, la creación de la calle Claudio Marcelo y la plaza de las Tendillas en 1923 desviaron el epicentro comercial hacia este punto, llevando a un declive a la Corredera.
El 14 de julio de 1951 se recibió información por parte del jefe de Servicios Veterinarios de la ciudad, en la cual se notificó las pobres condiciones higiénicas del mercado de abastos. La concesión administrativa del espacio que ocupaba el mercado expira en 1956 y será dos años después cuando Antonio Cruz Conde, alcalde de Córdoba, apruebe definitivamente el derribo del mercado para realizar uno en el subsuelo de la plaza. Durante dicha demolición se encontraron doce mosaicos romanos y se informó al arquitecto municipal, Víctor Escribano Ucelay, quien aconsejó su extracción. El arqueólogo Antonio García y Bellido, que se hallaba visitando los cercanos restos arqueológicos del templo romano de Córdoba, pudo analizar el hallazgo. Unos meses después se halló el majestuoso mosaico de Polifemo y Galatea y pudo restaurarse junto al resto. Debido a que el Alcázar de los Reyes Cristianos estaba siendo restaurado se decidió el traslado al mismo para decorar las estancias de ocho de los doce mosaicos.

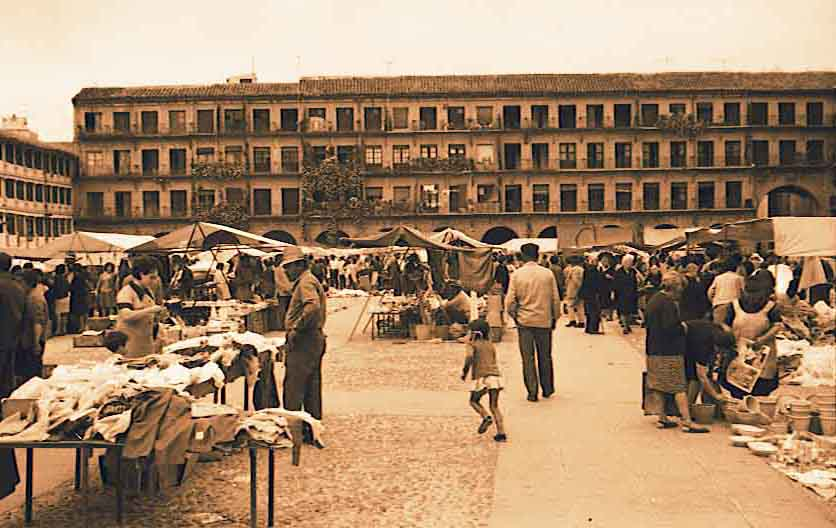
Fotografía de la plaza en la década de 1970.

A finales de 1981 la plaza de la Corredera fue declarada Monumento Histórico-Artístico, hecho que provocó la realización de un plan especial de protección y mejora. En 1986 comenzaron las obras de rehabilitación de la plaza, culminando el 9 de diciembre de 2001 y a cuyo acto inaugural acudieron Manuel Chaves, presidente de la Junta de Andalucía, así como la alcaldesa Rosa Aguilar.
El 21 de mayo de 2021 las Casas de Ana María Jacinto estrenaron nueva iluminación en la fachada que los visitantes pueden modificar en seis escenarios lumínicos a través de una aplicación móvil.